# 阿瑟·I·米勒
阿瑟·I·米勒（英語：Arthur I. Miller，1940年2月6日—）是一位英国历史学家，伦敦大学学院历史和科学哲学榮譽退休教授，麻省理工学院物理学博士，主要作品有《爱因斯坦·毕加索——空间、时间和动人心魄之美》（Einstein, Picasso: space, time and the beauty that causes havoc，2001年）、《爱恒星帝国——黑洞探索中的友谊、困扰与背叛》（Empire of the Stars: Friendship, Obsession and Betrayal in the Quest for Black Holes，2005年）等。